# Piero Bernocchi
Piero Bernocchi (Foligno, 13 settembre 1947) è un sindacalista, politico e saggista italiano.
Piero Bernocchi è il portavoce nazionale della Confederazione COBAS ed è considerato un esponente di rilievo del sindacalismo di base in Italia. Laureato in Matematica ed ex-docente, la sua attività sociale ha avuto inizio nella politica extra-parlamentare nel 1968, come parte del movimento studentesco romano. È anche autore di numerosi libri, e di centinaia di saggi a carattere politico, teorico, filosofico e antropologico. La sua attività politica e sociale ha avuto inizio nel movimento studentesco romano, dove ha ricoperto ruoli di leadership nella facoltà di Ingegneria e nel Coordinamento delle Facoltà scientifiche, collaborando con la Commissione Lavoro operaio per favorire relazioni tra studenti e lavoratori. È stato una figura di spicco nel movimento di lotta del 1977 e ha diretto Radio Città Futura, una delle prime radio libere in Italia, dal 1978 al 1985. Nel 1990, è entrato nella leadership nazionale dei COBAS della Scuola, organizzazione nata nel 1987 e protagonista di importanti movimenti dei lavoratori della scuola. Nel 1995 è stato nominato portavoce nazionale dei COBAS della Scuola, ruolo mantenuto fino al 2019. Dal 2008 è portavoce della Confederazione COBAS, unendo vari settori del pubblico impiego e del lavoro privato. Nel 2001 ha partecipato al primo Forum Sociale Mondiale (FSM) di Porto Alegre (Brasile) ed è stato tra i fondatori di quel Genoa Social Forum che ha gestito la mobilitazione contro il G8 a Genova nel luglio del 2001. Nelle drammatiche giornate di Genova, con i COBAS fortemente impegnati nella mobilitazione, ha avuto un ruolo centrale nelle giornate più difficili, prima e dopo l’uccisione di Carlo Giuliani. La sua partecipazione ai principali talk show e servizi giornalistici delle TV pubbliche e private lo ha reso una figura riconoscibile del movimento no global e altermondialista. A partire dal primo Forum Sociale Europeo di Firenze del novembre 2002 e dal secondo FSM di Porto Alegre, dove ha portato la proposta di una mobilitazione mondiale contro la minacciata invasione USA dell’Iraq: mobilitazione poi realizzatasi  effettivamente il 15 febbraio 2003 con circa 100 milioni di manifestanti globali in centinaia di città del mondo, guadagnando al movimento altermondialista la definizione enfatica, da parte del New York Times, di “seconda potenza mondiale”. Negli anni successivi, Bernocchi ha partecipato attivamente ai Forum Sociali europei e mondiali, entrando nel Consiglio Internazionale dal 2003. Bernocchi ha pubblicato opere, tra cui il benicomunismo (con Benicomunismo del 2012 e Oltre il capitalismo del 2015), in cui espone la sua teoria della trasformazione sociale. Nel 2020, con ‘’Pandemie virali e contagi politici, ha analizzato la pandemia da Covid-19 e il suo impatto sociale, mentre con C’era una volta il PCI (del 2021, scritto insieme all’editore Roberto Massari) ha ripercorso la storia del Partito Comunista Italiano.

## Opere
- Le riforme in URSS,  La Salamandra, 1977;
- Movimento ’77, storia di una lotta, Rosemberg-Sellier, 1979;
- Capire Danzica, Edizioni Quotidiano dei Lavoratori, 1980;
- Oltre il Muro di Berlino, Massari Editore,1990 ;
- Dal sindacato ai Cobas, Massari Editore, 1993 ;
- Dal ’77 in poi, Massari Editore, 1997 ;
- Per una critica del ’68, Massari Editore, 1998 ;
- Scuola-azienda e istruzione-merce, AA.VV., Ed. Cesp-Cobas, 2000
- Vecchi e nuovi saperi, AA.VV., Ed. Cesp-Cobas, 2001;
- Nel cuore delle lotte, Edizioni Colibrì, 2004 ;
- In movimento. Scritti 2000-2008, Massari Editore, 2008 ;
- Vogliamo un altro mondo. Dal ’68 al Movimento No-Global, Datanews, 2008;
- Benicomunismo, Massari Editore, 2012;
- Oltre il capitalismo (Discutendo di benicomunismo per un'altra società), Massari Editore, 2015
- Pandemie virali e contagi politici, Massari Editore, 2020;
- C’era una volta il PCI (con Roberto Massari), Massari Editore, 2021

Sito ufficiale https://www.pierobernocchi.it